# 카우샴비

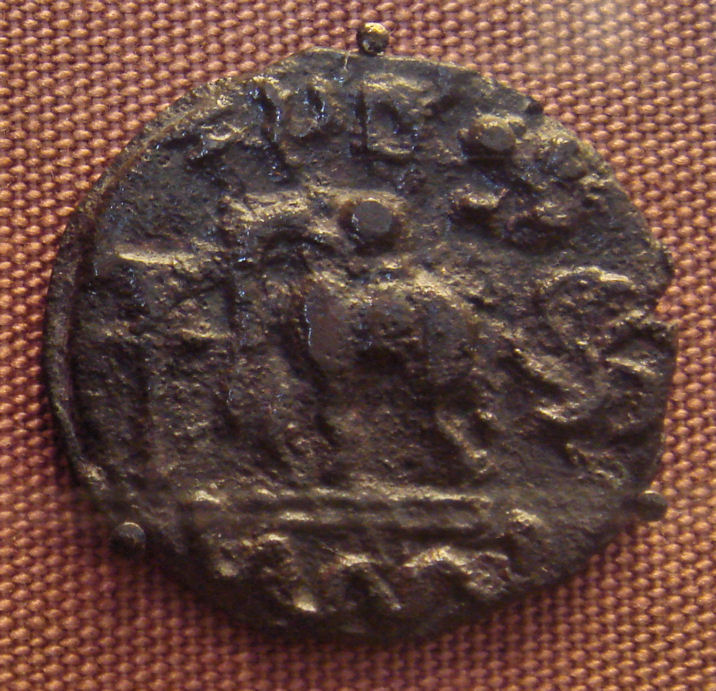

카우샴비(Kaushambi, 산스크리트어) 또는 코삼비(Kosambi, 팔리어)는 기원전 500년 인도의 붓다 시대의 최대 도시 중의 하나였다. 그곳은 고대 인도의 16 마하자나파다스 중의 하나인 밧사의 수도였다. 코삼비는 매우 번성하였고 그곳에서 수많은 백만장자 상인이 거주하였다. 그곳은 북서쪽과 남쪽에서 중요한 상품이 들어오는 곳이었다.
코삼비는 알랄라바드의 남서쪽 35마일 떨어진 자무나 강의 코삼의 두마을로 확인된다.
불교 기록에는 코삼비의 이름에 대한 두 가지 이유가 나온다. 보다 통용되는 이유는 도시가 현자 쿠숨바의 은둔처 근처에 건설되었기 때문에 그렇게 이름지어졌다는 것이다. 다른 설명은 큰 마고사 나무(코삼마루카)가 도시 안팎에 많이 자랐기 때문이라는 것이다.